# Вентилатор
Вентилаторите са машини за транспортиране на газове. 
Машините за транспортиране и компримиране на газове се делят според налягането p2 което създават на :
- Вентилатори: 1 bar < p2 < 1,3 bar
- Духалки:     1,3 bar < p2 < 3 bar
- Компресори:  p2 > 3 bar
- Вакуумпомпи: p1 < 1 bar

При вентилаторите, тъй като създаваното налягане е сравнително ниско, може да се приеме като приближение, че флуидът е несвиваем (виж. уравнение на Бернули). Използват се за вентилация и климатизация на битови, производствени и други помещения и машини. Намират приложение също в хладилната и сушилна техника, при пневматичния транспорт на зърнести и прахообразни продукти като брашно, зърно, цимент, стърготини и др. Осигуряват приток на въздух при охлаждане/нагряване, горивни и други технологични процеси. За задвижване използват основно асинхронни двигатели, и постояннотокови при автомобилите. 
Вентилаторите генерират шум от бързото протичане на въздуха около лопатките и крепежните елементи, а също и от двигателя. Шумът от вентилаторите е приблизително пропорционален на петата мощност на скоростта на вентилатора; половината скорост намалява шума с около 15 db.

## Приложение

### Подобряване на топлообмена
Работата на вентилатора се обяснява с това, че когато той създава движение на газ с определена температура около тяло с по-висока или по ниска температура, това подобрява топлообмена между газа и тялото, като топлообменът може да е конвективен или лъчист. Когато вентилаторът работи дълго време, разликата в температурите на тялото и газа остават с малка разлика или температурата на тялото остава в допустими граници. При големи температурни разлики често вентилаторът е в комбинация с радиатор или елементи оформени като такъв.
Важно е да се отбележи, че вентилаторът не може самостоятелно да охлади газа, с който работи в затворена среда.

### Създаване на газов поток
При тази конструкция вентилаторът създава насочен въздушен поток с голяма енергия. Вида на вентилационната система може до бъде нагнетателна или смукателна.

## История
Електрическият вентилатор е създаден от Шулър Уилър (Schuyler S. Wheeler) през 1882 г.

## Видове
- Аксиални (осеви)
- Центробежни (радиални)
- Диаметрални (тангенциални)
- Безлопаткови
- хоризонтални
- Вентилатор с кръстосан поток